# Priester Poppekapel

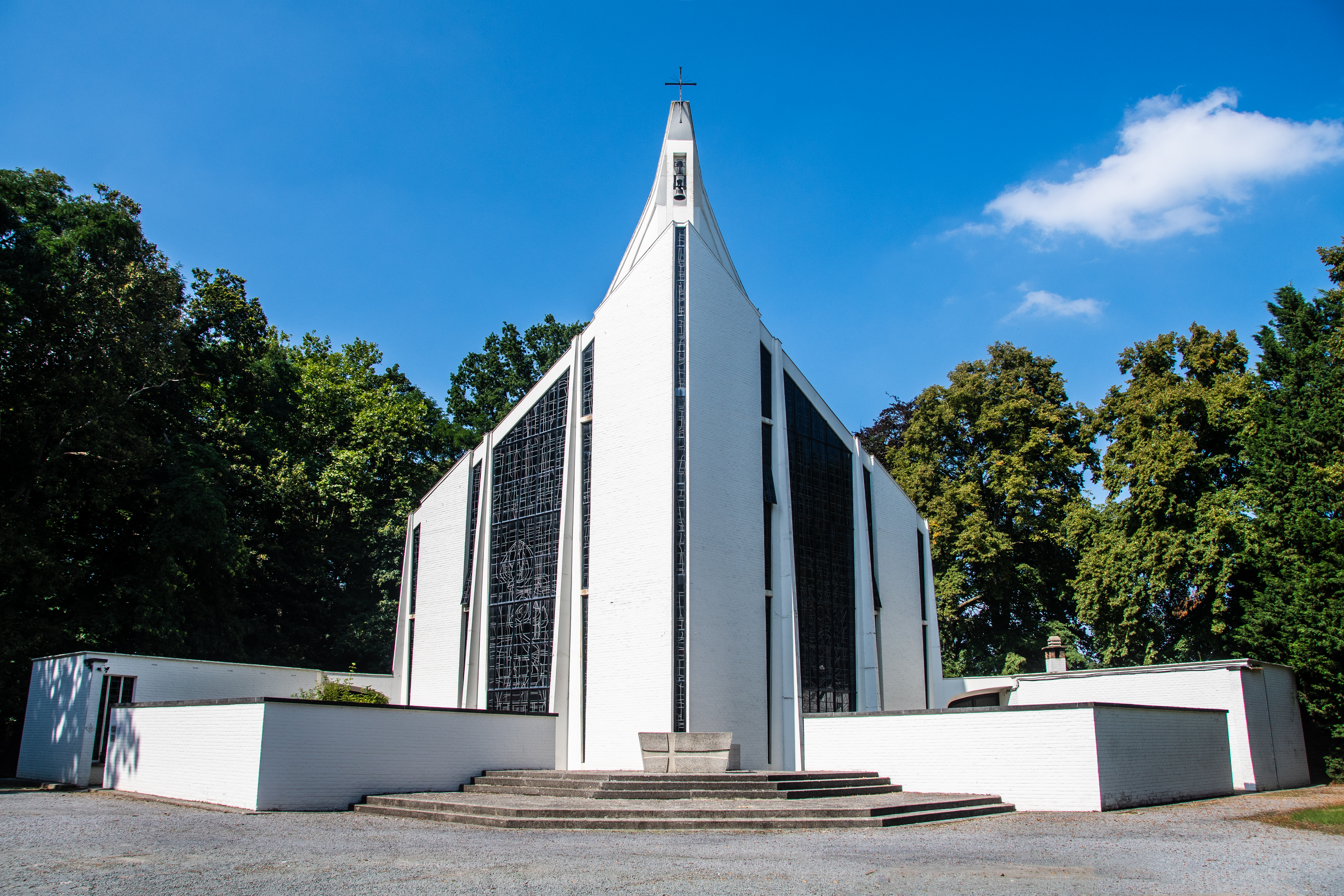
Priester Poppekapel

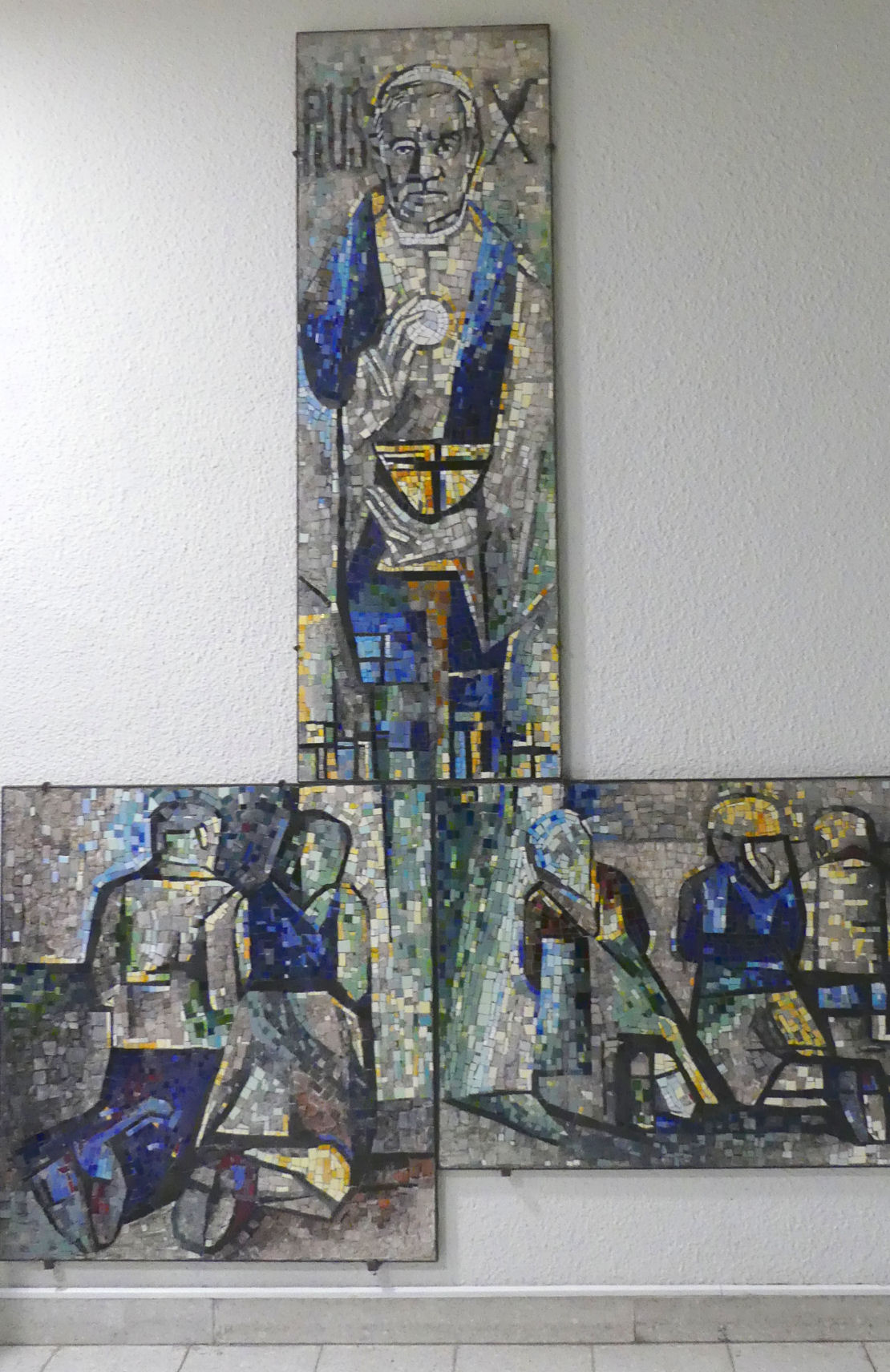
polychrome mozaiek van Pius X; door Harold Van de Perre

De Priester Poppekapel (ook: Pius X-kapel) is een kapel in de tot de Oost-Vlaamse gemeente Hamme behorende plaats Moerzeke, gelegen aan de Kasteellaan.

## Geschiedenis
De zalig verklaarde priester Edward Poppe stierf in 1924 en werd begraven op het plaatselijke kerkhof.
Zijn graf trok veel bedevaartgangers. In 1960-1961 werd daarom een kapel gebouwd om de vele bezoekers te kunnen ontvangen. Het ontwerp was van Jozef Lantsoght. De kapel werd geplaatst op het zogeheten Pius X-domein, een in 1954 afgesplitst deel van het domein van het Kasteel van Moerzeke. In 1962 werd pastoor Poppe hier herbegraven. Toen Poppe in 1999 werd zalig verklaard werd de kapel nog aangepast.

## Gebouw
De kapel werd uitgevoerd in de stijl van het naoorlogs modernisme. Hij is opgetrokken in beton dat bekleed is met witgeschilderde bakstenen. De kapel dient als grafmonument voor Poppe en is een ruimte waar de bedevaartgangers bij elkaar komen. De hoofdruimte heeft een ruitvormige plattegrond en wordt gedekt door een doorbuigend betonnen lessenaardak. Boven het koor gaat het oplopende dak over in een klokkentorentje. De hoofdruimte wordt aan beide zijden geflankeerd door symmetrisch gegroepeerde bijgebouwen.
In de betonnen constructie bevinden zich hoge vensters, voorzien van kleurige glas-in-loodramen, vervaardigd door Maurits Nevens. In 2006 werden de staties van de Kruisweg van de eenzaamheid geplaatst.
Op het omringende domein vindt men een aantal merkwaardige bomen.